# Памятник Павлу Дерунову
Па́мятник Па́влу Деруно́ву — памятник почётному гражданину города Рыбинска, Герою Социалистического Труда, генеральному директору Рыбинского моторного завода Павлу Фёдоровичу Дерунову.
Установлен на Аллее Славы в городе Рыбинске Ярославской области, напротив площади имени П. Ф. Дерунова. Торжественно открыт 31 августа 2013 года.

## Описание
Памятник представляет собой фигуру Павла Дерунова, отлитую в бронзе и установленную на высоком гранитном постаменте.
По сторонам постамента размещены бронзовые барельефы в виде двух половин турбореактивного авиационного двигателя — основной продукции Рыбинского моторостроительного завода.
Общая высота памятника около 8 метров, из которых 4 метра — сама скульптура Павла Дерунова.
С обратной стороны основания располагается аннотационная доска с рельефной надписью.
| Надпись гласит: ПАВЕЛ ФЕДОРОВИЧ ДЕРУНОВ 1916 — 2001 Герой социалистического труда. Почётный гражданин города Рыбинска. Генеральный директор Рыбинского объединения моторостроения. с 1960 по 1986 годы. Почётный авиастроитель. |

Кроме всей монументальности памятника, он примечателен ещё и тем, что выполнен в реалистическом стиле. Автор памятника — скульптор Александр Рукавишников необычайно точно сумел передать скульптуре характер и внутреннюю мощь Павла Дерунова. На церемонии открытия скульптор сказал, что работать над памятником «такому человеку, такому характеру, очень почётно». «Я искренне делал этот памятник и надеюсь, что он вам понравится» — подчеркнул Рукавишников.

## История
Средства на памятник Дерунову и его установку собирали по предложению инициативной группы жители Рыбинска.
Памятник и постамент привезли в Рыбинск в пятницу 16 августа 2013 года на трех большегрузных фурах. К монтажу приступили в субботу утром.
Установка продолжалась в течение двух недель. Вначале была проведена сборка основания, затем рабочие обустроили площадки перед памятником гранитной плиткой. После установки постамента и скульптуры Дерунова памятник был вымыт, отполирован и накрыт покрывалом.
Торжественная церемония открытия памятника состоялась 31 августа в 13 часов 15 минут по московскому времени и стала одним из знаковых событий празднования Дня города Рыбинска. Только тогда памятник был открыт для всеобщего обозрения.
На открытии присутствовали: автор памятника — Александр Рукавишников, в числе работ которого памятники Мстиславу Ростроповичу, Юрию Никулину, Иосифу Кобзону, Михаилу Шолохову, Льву Яшину и другим известным людям, администрация города и области, руководство городских предприятий.
Вокруг памятника были обустроены прогулочные зоны и лавки. С появлением новой достопримечательности рыбинцы приобрели и новое место отдыха.

Ф О Т О Г А Л Е Р Е Я
Вид в сторону площади Дерунова
Памятник Дерунову сзади
Памятник Дерунову спереди

|                                  |  |                       |  |                       |  |                        |
| Аннотационная доска на памятнике |  | Вид на памятник слева |  | Вид на памятник сбоку |  | Вид на памятник справа |